# Пустырник сердечный
Пусты́рник серде́чный, или Пусты́рник обыкнове́нный (лат. Leonurus cardiaca), — многолетнее травянистое растение, широко распространённое в Евразии; вид рода Пустырник (Leonurus) семейства Яснотковые (Lamiaceae), типовой вид этого рода. Используется как лекарственное растение; культивируется, в том числе в промышленных масштабах.
Видовой эпитет научного названия (cardiaca) объясняется применением растения при заболеваниях сердца.

## Распространение
Пустырник сердечный распространён в Средиземноморье, Атлантической, Средней и Восточной Европе, Скандинавии, Малой Азии, Монголии, Китае, как заносное растение — в Северной Америке.
Родина растения — Азия. Для Европы пустырник сердечный не является родным — этот вид натурализовался здесь в течение последнего тысячелетия: поскольку лечебные свойства растения были известны с древних времен, его специально выращивали рядом с жильём, в Средние века посадки растения были обычны для каждого монастыря и университетского ботанического сада. Вместе с тем, растение в Европе не слишком сильно распространилось. Это связано с тем, что места его обитания совпадают с таковыми у растений из рода Крапива (Urtica), которые по сравнению с пустырником более конкурентоспособны.

## Ботаническое описание
Многолетнее травянистое растение высотой до двух метров (обычно высотой от 50 до 160 см). Стебли прямые, полые, четырёхгранные. За пределами соцветий стебли голые либо опушены прижатыми волосками только по углам — этот признак является диагностическим для отличия растений от пустырника пятилопастного (Leonurus quinquelobatus), у которого стебель полностью покрыт длинными оттопыренными волосками. У каждого растения чаще всего формируется несколько стеблей (реже — один стебель), в верхней части ветвящихся.
|  |
|  |
|  |

Листья тёмно-зелёные, с черешками. В нижней и верхней части побега листья различаются: верхние — обычно цельные (или трёхлопастные), продолговато-ромбические; нижние — трёх- или пятираздельные (пальчатораздельный лист), надрезаны примерно до половины, с широкими, клиновидными (удлинённо-ланцетными) долями, с крупнозубчатыми краями листовых пластинок, при этом зубцы отличаются друг от друга по размеру. Листья покрыты жёсткими волосками.
Цветки зигоморфные, с примыкающими к ним шиловидными прицветника; собраны по 10-20 штук в пазухах верхних листьев в многоцветковые ложные мутовки, которые, в свою очередь, образуют длинное прерывистое колосовидное верхушечное соцветие. Чашечка с явно выраженной трубкой, голая (у пустырника пятилопастного — опушённая), имеет длину около 8 мм, состоит из пяти зубцов, заканчивающихся колючим остриём, при этом два нижних зубца имеют по сравнению с другими бо́льшие размеры и отогнуты вниз. Венчик розово-лиловый либо светло-розовый, пятичленный, спайнолепестный, двугубый. Его длина достигает 14 мм, по размерам он существенно превосходит чашечку. Трубка венчика имеет внутри косое волосистое кольцо. Верхняя губа эллиптическая, с цельным краем, слегка вогнутая, густо мохнатая. Нижняя губа — трёхлопастная с хорошо развитыми боковыми лопастями. Тычинок — четыре, они собраны под верхней губой; две задние (верхние) короче двух передних (нижних); все тычинки фертильные. Пыльники интрорзные, пыльца тёмно-жёлтая. Пестик один, с верхней завязью, состоит из двух плодолистиков, у которых по мере созревания образуются ложные перегородки, в результате чего генецей становится четырёхчленным. Столбик заканчивается рыльцем с двумя равными лопастями. Растение цветёт в течение всего лета.
Плод — ценобий: дробный плод, состоящий из четырёх орешковидных частей (эремов). Зрелые эремы — в форме трёхгранных усечённых пирамид высотой от 2 до 3 мм, оливково-зелёные, на верхушке волосистые.
Число хромосом: 2n = 18.

## Хозяйственное значение и применение

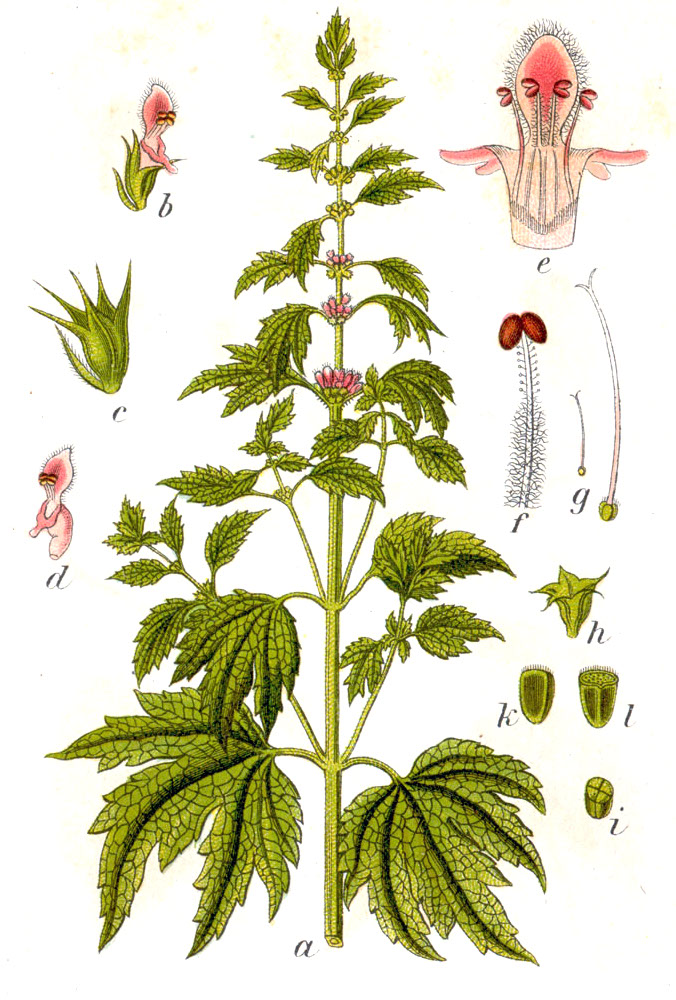
Пустырник сердечный.

Растение, родом из Азии и Юго-Восточной Европы, в настоящее время распространено по всему миру благодаря использованию как лекарственное растение. Растение исторически использовалось как кардиотоническое средство и для лечения гинекологических заболеваний (таких как аменорея, дисменорея, менопаузальная тревога или послеродовая депрессия).

### Химический состав
Растение содержит химические соединения, которые могут иметь биомедицинское применение: фурановые дитерпены (лабданы), алкалоиды (особый интерес представляет стахидрин), стерины, иридоиды, флавоноиды, урсоловая кислота, минералы и другие.
В эфирном масле листьев обнаружено кариофиллен — 39,8 %; α-гумулен — 34,8 %; α-пинен — 5,6 %; β-пинен — 0,5 %; линалоол — 0,7 %; и лимонен — 0,4 %, тогда как количество урсоловой кислоты, присутствующей в листьях, составило 0,26 %.

### Медицинское применение
Традиционно растение применялось в медицине как седативное и сердечно-сосудистое средство, при тромбозах, нарушениях менструального цикла, неврозах, артериальной гипертензии и других заболеваниях. Раньше растение рекомендовали беременным женщинам для снижения повышенной возбудимости, современная медицина применять пустырник при беременности не рекомендует. Форма использования растения — настойка травы («настойка пустырника», Tinctura Leonuri) и жидкий экстракт («пустырника экстракт жидкий», Extractum Leonuri fluidum).
В Государственную фармакопею Российской Федерации (XIII издание, 2015) в список лекарственного растительного сырья включена так называемая «трава пустырника» (Leonuri herba) — собранная в начале цветения «трава» (верхние части стеблей длиной до 40 см с листьями, цветками, бутонами и незрелыми плодами) дикорастущего либо культивируемого пустырника сердечного либо пустырника пятилопастного (Leonurus quinquelobatus). Заготовку сырья производят во время цветения (обычно в июле), срезая верхние облиственные части растений. Затем траву быстро сушат без доступа солнечных лучей под навесом либо в закрытых хорошо проветриваемых помещениях. Высушенная трава может поступать в аптеки в упакованном виде (в форме либо измельчённого сырья, либо фильтр-пакетов), а может подвергаться дополнительной переработке. Например, для получения препаратов пустырника в таблетированном виде через высушенную траву, помещённую в экстрактор, многократно пропускают водно-спиртовой раствор, который затем сначала упаривается под вакуумом в мягком температурном режиме, а затем досушивается в специальном сушильном аппарате. Получившийся сухой экстракт смешивается с другими действующими и вспомогательными веществами, после чего таблетируется, блистерируется и упаковывается.

### Медоносное растение
Пустырник сердечный является хорошим медоносом. Мёд желтоватого цвета, прозрачный, с приятным специфическим ароматом и хорошим вкусом. По трёхлетним данным, содержание сахара в нектаре одного цветка достигало 0,205 мг. Цветущее растение хорошо посещается пчёлами весь световой день независимо от температуры воздуха. На 1 м² зарослей насчитывали до 45—47 пчёл, одновременно работающих на сборе нектара. Медовая продуктивность составляет 100—300 кг/га.

### Прочее применение
Семена содержат 20—30 % высыхающего жирного масла, пригодного для изготовления лаков, пропитывания бумаги и тканей для придания им непромокаемости. Из растения можно получать волокно, по качеству близкое к волокну рами. Окрашивает ткани в тёмно-зелёный цвет, раньше растение использовали для получения зелёного красителя. Растение также культивируют как декоративное. Помимо традиционного медицинского применения, пустырник используется в некоторых кухнях в качестве приправы к различным рецептам овощных супов, особенно из чечевицы или гороха, или для ароматизации пива и чая.

## Культивирование
Как лекарственное растение пустырник сердечный выращивался с древних времён, однако в промышленных масштабах начал культивироваться только в середине XX века.
В СССР (по данным на 1970-е годы) растение выращивалось в специализированных совхозах на территории РСФСР (в Сибири), в Белоруссии и в Украине; урожайность составляла 5—6 ц/га сухого сырья в первый год эксплуатации плантации, 10—15 ц/га — во второй-четвёртый год (иногда — до 30 ц/га); срок эксплуатации плантации составлял 3 или 4 года, после чего она изреживалась и её запахивали. В России пустырник сердечный возделывают во многих хозяйствах, занимающихся культивированием лекарственных растений. Селекцией растения занималась Средневолжская зональная опытная станция Всероссийского НИИ лекарственных и ароматических растений (ВИЛАР), здесь был выведен и районирован сорт Самарский.

### Агротехника
Растение в культуре неприхотливо, хорошо растёт в различных климатических условиях и на различных почвах, в том числе на неплодородных и плохо обеспеченных влагой. На одном месте растение рекомендуют выращивать не более 3—4 лет. Семена сеют осенью либо весной. Осенний посев производится за неделю-полторы до наступления постоянных заморозков, семена заделываются сухими на глубину от 1 до 1,5 см с нормой высева 1 г/м². Весенний посев производится после месячной стратификации при температуре от 0 до 4 °C, семена заделываются на глубину от 2 до 3 см с нормой высева 0,8 г/м². В связи с тем, что семена весьма мелки, при недостаточно глубокой посадке они могут быть сдуты ветром, при излишне же глубокой — могут не взойти. В связи с этим при посадке этой культуры можно использовать следующую агротехнику: весной сажают так называемую «покровную культуру» (например, овёс посевной), а после того, как она взойдёт, пустырник сердечный высаживают поперёк посевов, при этом покровная культура не только удерживает семена, но также сдерживает рост сорняков. После того, как семена пустырника взойдут, овёс скашивают, а молодые побеги пустырника зимуют под снегом.

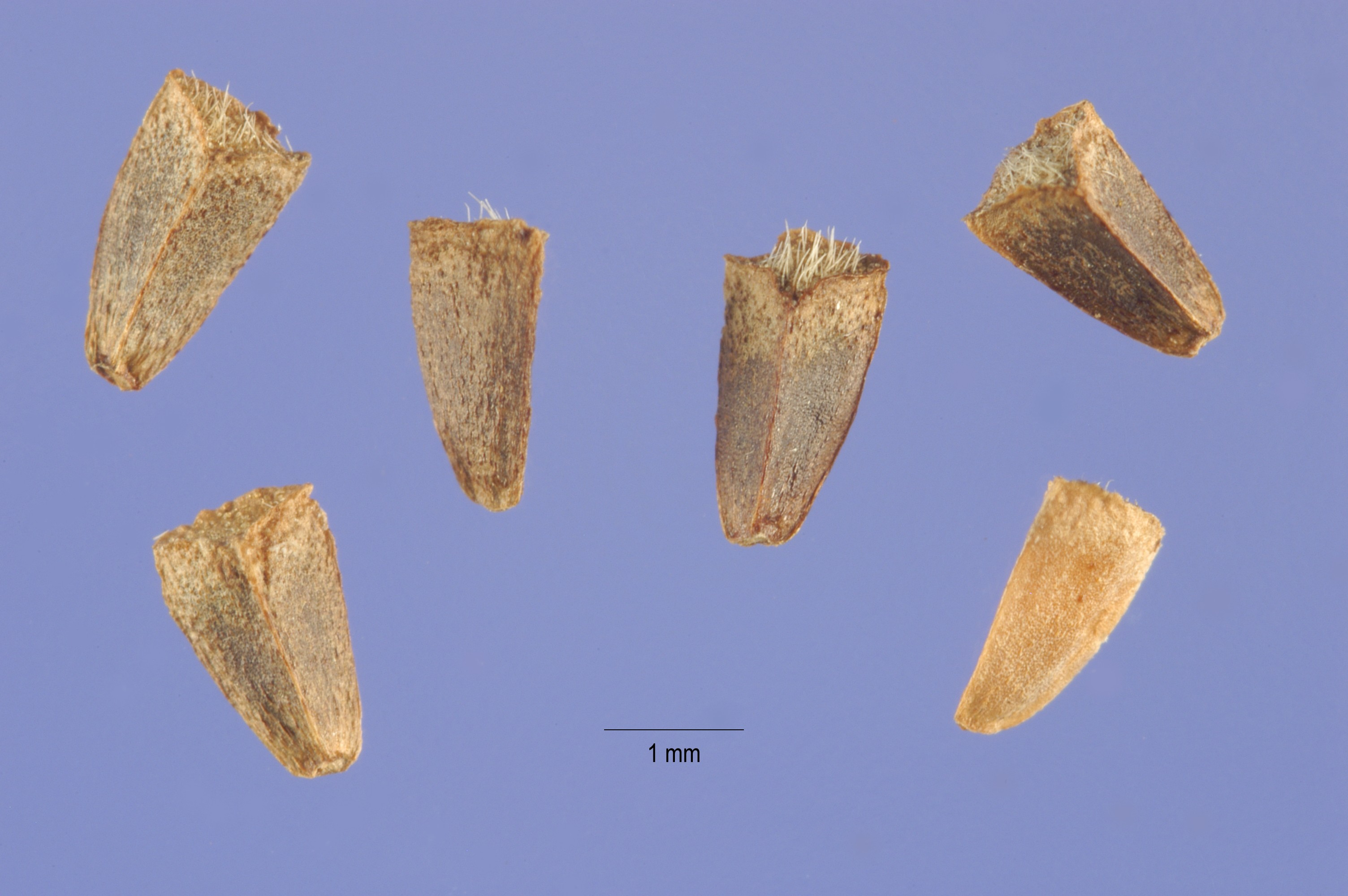
Зрелые части (эремы) дробного плода пустырника сердечного

Растения зацветают на следующий год после посадки. В первый год цветения сбор сырья осуществляют один раз, в следующие годы — дважды: в начале цветения и через 1,5—2 месяца, когда начинают цвести вторично отросших побегов. Растения скашивают либо специализированными жатками (отрегулированными таким образом, чтобы скашиваемые верхушки побегов были не длиннее 40 см), либо вручную. Сушка скошенного сырья происходит либо под навесами, либо в специальных сушилках, обеспечивающих температуру от 50 до 60 °C.
Семена убирают вручную в фазе их полного созревания, при этом семенные участки для сбора сырья не используют. Свежесобранные семена обладают относительно невысокой всхожестью (около 30 %), однако уже через несколько месяцев их всхожесть повышается до 80—85 %.

## Таксономия и классификация

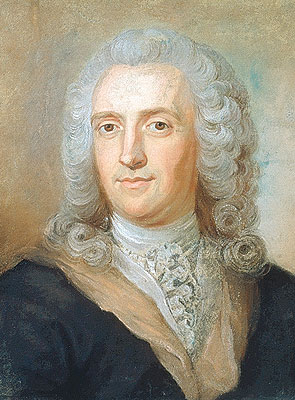
Карл Линней (портрет 1753 года)

Первое действительное описание вида было опубликовано во втором томе Species plantarum (1753) Карла Линнея. Лектотипом названия Leonurus cardiaca (номенклатурным типом при отсутствии указания на тип в изначальной публикации) в 1968 году был выбран образец из гербария Линнея.
Пустырник сердечный — один примерно из 15—20 видов рода Пустырник (Leonurus), который относится к трибе Пустырниковые (Leonureae) номинативного подсемейства (Lamioideae) семейства Яснотковые (Lamiaceae).
Пустырник пятилопастный (Leonurus quinquelobatus Gilib.), широко распространённый в Восточной Европе, в том числе на территории европейской части России, — наиболее близкий вид к пустырнику сердечному. С конца XX века оба вида признаются большинством авторитетных источников по ботанической систематике, однако ранее первый из них нередко рассматривался как подвид пустырника сердечного и его правильным названием считалось Leonurus cardiaca subsp. villosus (Desf. ex Spreng.) Hyl., название же Leonurus quinquelobatus Gilib. включалось в синонимику вида Leonurus cardiaca. Пустырник сердечный от пустырника пятилопастного отличается прежде всего опушением стеблей и чашечек: у первого вида стебли за пределами соцветий голые или опушены только по углам прижатыми волосками, чашечки голые, у второго — и стебли, и чашечки покрыты длинными оттопыренными волосками.

### Синонимы
По информации базы данных The Plant List (2013), в синонимику вида входят следующие названия:
- Cardiaca crispa (Murray) Moench
- Cardiaca glabra Gilib., nom. inval.
- Cardiaca stachys Medik.
- Cardiaca trilobata Lam.
- Cardiaca vulgaris Moench
- Lamium cardiaca (L.) Baill.
- Leonurus aconitifolius Schltdl. ex Ledeb.
- Leonurus campestris Andrz. ex Benth.
- Leonurus canescens Dumort.
- Leonurus crispus Murray
- Leonurus discolor W.D.J.Koch
- Leonurus glabra (Gilib.) Gilib., nom. inval.
- Leonurus illyricus Benth.
- Leonurus intermedius Holub, nom. illeg.
- Leonurus lacerus Lindl.
- Leonurus multifidus Raf., nom. illeg.
- Leonurus neglectus Schrank
- Leonurus ruderalis Salisb., nom. illeg.
- Leonurus trilobatus (Lam.) Dulac
- Stachys triloba Stokes